# Historia wojen

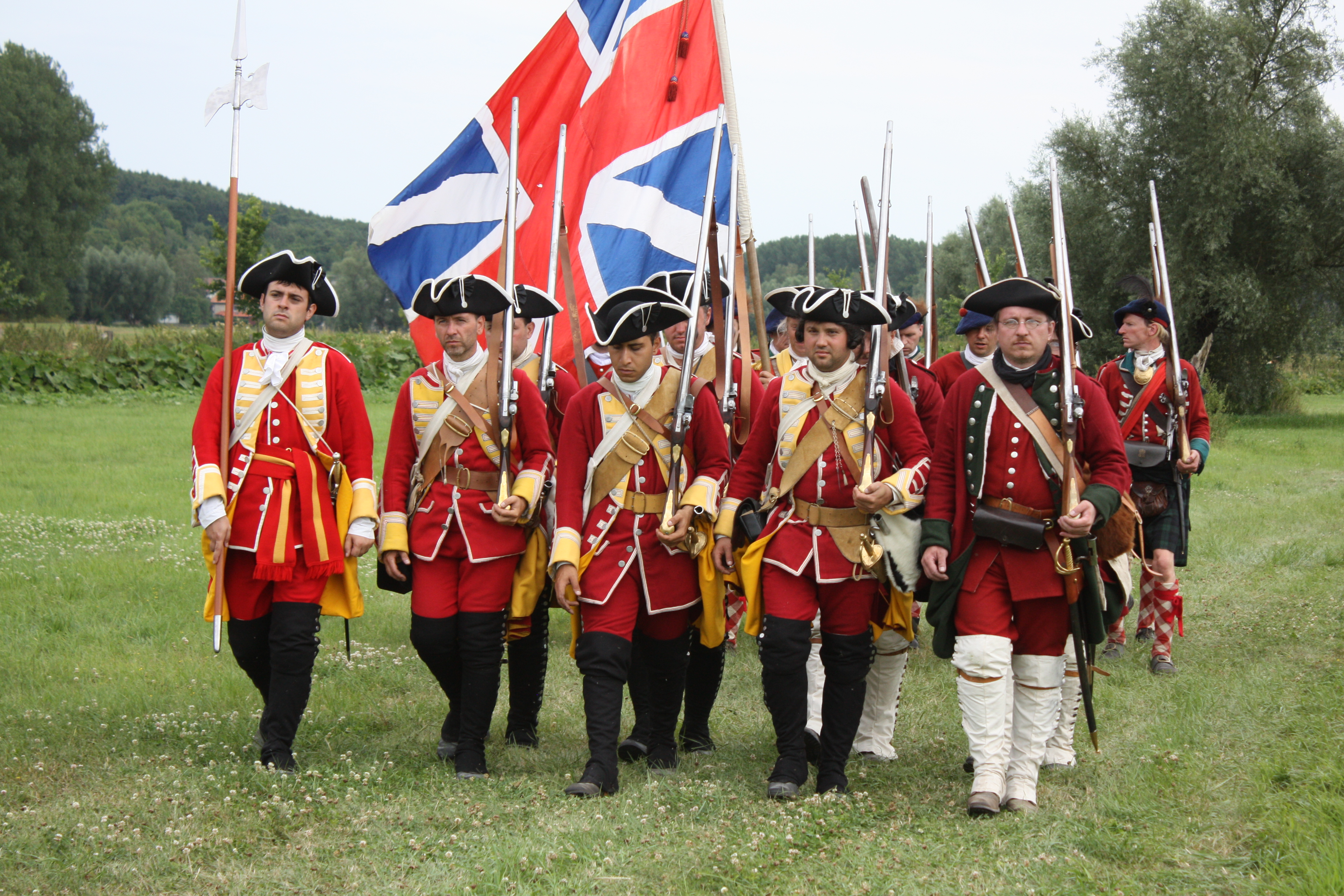
Rekonstrukcja wojny

Historia wojen – dyscyplina naukowa, będąca podstawą historii wojskowości jako całości i jej poszczególnych dziedzin. Historia wojen bada i opisuje wszystkie wojny oraz wydarzenia wojenne przeszłości dotyczące poszczególnych narodów i państw lub wojen w ich chronologicznej kolejności (np. historia wojen narodu polskiego, historia II wojny światowej).